# سانت رافائيل

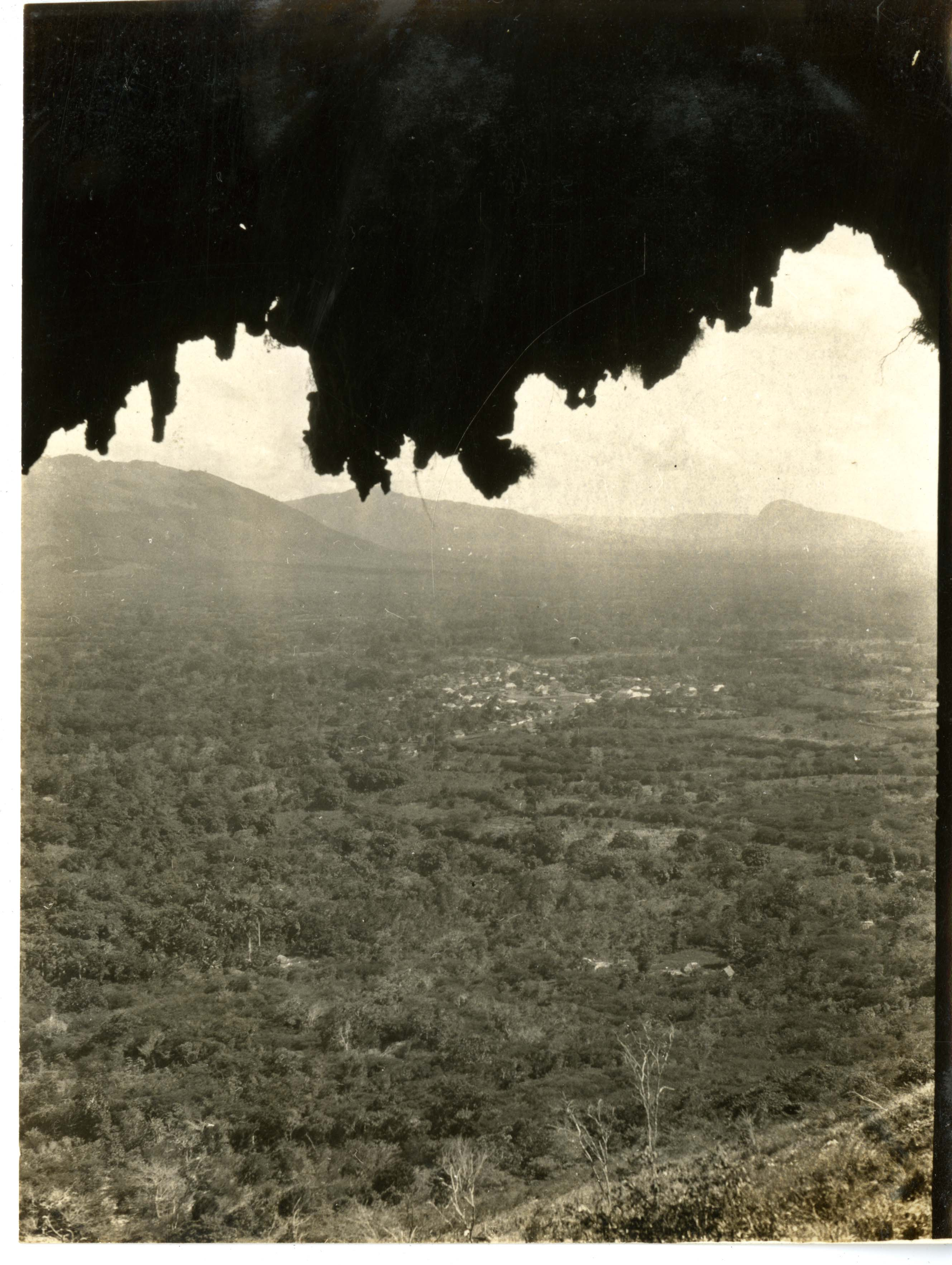
قرية سان رافائيل، مأخوذة من داخل كهف في هايتي.

سانت رافائيل هي مدينة من مدن هايتي. تأسست عام 1761 من قبل مستعمري جزر الكناري.